# Aphaneramma
Aphaneramma jest nazwą rodzajową drapieżnego płaza z rzędu temnospondyli, żyjącego w triasie.
Szczątki zwierzęcia odkryto w Norwegii (Svalbard), Australii i w zachodniej części Stanów Zjednoczonych (np. w Arizonie).